# Sofala

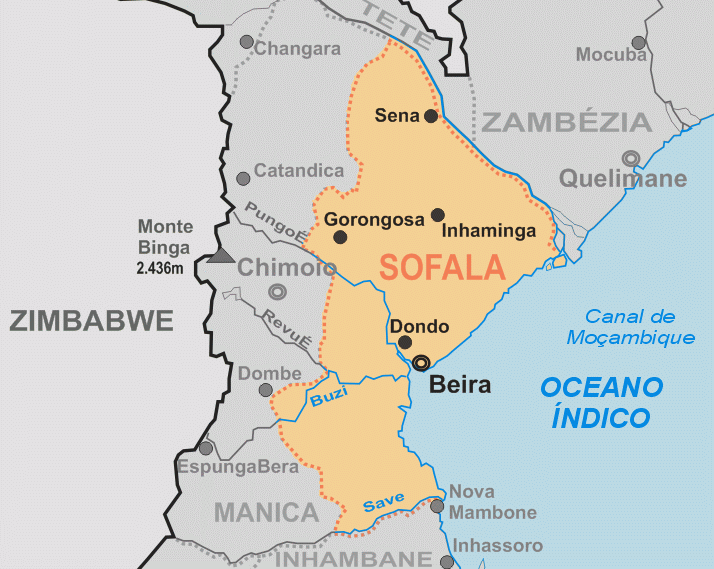
Mapa prowincji Sofala

Sofala – prowincja Mozambiku, położona w środkowej części kraju. Ośrodkiem administracyjnym prowincji jest miasto Beira. Według spisu z 2017 roku liczy ponad 2,2 mln mieszkańców. 
Nazwa prowincji wywodzi się od nazwy dawnego portu Sofala.